# Gajduki
Gajdukі (in bielorusso  Гайдукі?, in polacco Hajduki) è un villaggio in Bielorussia.

## Storia
Durante le spartizioni della Polonia, si trovava nel comune di Wołkołata, nella contea di Vilnius, nel Governatorato di Vilnius dell'Impero russo.
Nel periodo tra le due guerre, il villaggio apparteneva alla Polonia, faceva parte del comune di Wołkołata, della contea di Duniłowicze, che dal 1926 assunse il nome di contea di Postawy, nel Voivodato di Wilno.
Secondo il censimento polacco del 1921, qui vivevano 67 persone, tutte di fede cattolica romana e di nazionalità polacca. C'erano 11 edifici residenziali. 
Nel 1931 contava 59 abitanti che vivevano in 10 case.
I fedeli appartenevano alla parrocchia cattolica romana di Wołkołata. Il villaggio era soggetto al Tribunale di Duniłowicz e al Tribunale Regionale di Vilnius; l'ufficio postale si trovava a Wołkołata.
Dopo l'invasione sovietica della Polonia nel 1939, il villaggio appartenne RSS Bielorussa. 
Tra il 1941 e il 1944 fu sotto l'occupazione tedesca. Dal 1945 ritornò alla RSS Bielorussa. 
Fino al 1960, il villaggio faceva parte del consiglio rurale (Sel'savet) di Struki, per poi passare a quello di Valkі.
Dal 1991 si trova nella Repubblica di Bielorussia.
Nel settembre 2022 ci sono 20 abitanti, quasi esclusivamente anziani, l'autrice dell'articolo, Faina Kasatkina, li definisce gli ultimi Mohicani.
Dal 21 giugno 2023 il consiglio rurale di Valki viene unito a quello di Dunіlavіčy.